# Scream If You Wanna Go Faster (canción)
«Scream If You Wanna Go Faster» es una canción por Geri Halliwell, lanzada cómo la segunda canción de su segundo álbum solista. Fue lanzada el 30 de julio de 2001. La canción entró en las listas de Reino Unido en octavo lugar. El sencillo vendió 27 458 copias en su primera semana, pero terminó sólo vendiendo cerca de 80,192 copias en Reino Unido. Llegando al número 8 en las listas de Reino Unido, "Scream If You Wanna Go Faster" fue el sencillo más bajo en las listas de Halliwell en su carrera. La canción fue escrita por Halliwell en el día de su primera recuperación de la bulimia. Escribió: "las cosas que hice para evitar quedarme quieta y tratar mis sentimientos." Fue la canción más con rock que fue inspirada por escuchar Led Zeppelin el verano anterior alentada por su amigo cercano, Robbie Williams.

## Posiciones
| Lista (2001)                     | Posición |
| -------------------------------- | -------- |
| Brazil Hot 100                   | 1        |
| UK Singles Chart                 | 8        |
| Italian Singles Chart            | 9        |
| Irish IRMA Singles Chart         | 17       |
| Belgian Singles Chart (Flanders) | 18       |
| Singaporean Singles Chart        | 19       |
| Belgian Singles Chart (Wallony)  | 20       |
| Australian ARIA Singles Chart    | 40       |
| Swiss Singles Chart              | 62       |
| Dutch Singles Chart              | 66       |
| German Singles Chart             | 67       |
| Greek Singles Chart              | 77       |
| Year-End Charts (2001)           |          |
| UK Top 200 Singles of the Year   | 154      |

Ventas en Reino Unido: 80 192[cita requerida]

## Formatos y listado de canciones
Estos son los formatos y listado de canciones del lanzamiento del sencill "Scream If You Wanna Go Faster".
UK & Europa CD1

(Lanzado el 30 de julio de 2001)
1. «Scream If You Wanna Go Faster» - 3:24
2. «New Religion» - 3:05
3. «Breaking Glass» - 3:37

UK & Europa CD2

(Lanzado el 30 de julio de 2001)
1. «Scream If You Wanna Go Faster» [UK Single Version] - 3:24
2. «Scream If You Wanna Go Faster» [Sleaze Sisters Anthem Mix - Edit] - 4:58
3. «Scream If You Wanna Go Faster» [Rob Searle Remix - Edit] - 4:25
4. «Scream If You Wanna Go Faster» [Burnt Remix] - 7:07

Europeo 2-Track CD Single (Versión 1)

(Lanzado el 30 de julio de 2001)
1. «Scream If You Wanna Go Faster» - 3:24
2. «New Religion» - 3:05

Europeo 2-Track CD Single (Versión 2)

(Lanzado el 30 de julio de 2001)
1. «Scream If You Wanna Go Faster» - 3:24
2. «It's Raining Men» [Versión de álbum] - 4:19

Australian CD Maxi

(Lanzado el 10 de septiembre de 2001)
1. «Scream If You Wanna Go Faster» [Álbum Versión] - 3:24
2. «Scream If You Wanna Go Faster» [In The Name Of Charlie Rapino] - 5:02
3. «Scream If You Wanna Go Faster» [Sleaze Sisters Anthem Mix] - 8:02
4. «Scream If You Wanna Go Faster» [Burnt Remix] - 7:07
5. «It's Raining Men» [Almighty Mix] - 8:12

## Versiones oficiales
- Versión de álbum
- Single Edit
- In The Name Of Charlie Rapino - 5:02
- Charlie Rapino Cut 1
- Charlie Rapino Cut 2
- Sleaze Sisters Anthem Mix - 8:02
- Sleaze Sisters Anthem Dub
- Sleaze Sisters Anthem Mix - Edit - 4:58
- Burnt Remix - 7:07
- Rob Searle Remix
- Rob Searle Remix - Edit - 4:25
- Rough diamond Mix

Notas
- La introducción con motocicleta de la versión del álbum fue para el sencillo mix.
- Rob Serle hizo en volver a mezclar esta canción así Geri podía ganar la canción en clubes